# Julius Maier (Bankier)
Julius Albert Maier (geboren 13. Juni 1890 in Kehl; gestorben Januar 1944) war ein deutscher Bankier und nationalsozialistischer Wirtschaftsfunktionär im Gau Südhannover-Braunschweig.

## Leben
Julius Maier war der Sohn von Julius Jacob Maier, der in Straßburg aus einer Wechselstube seines Vaters im Jahr 1879 das Bankhaus Julius Maier u. Comp. KG formte, die er dann vier Jahrzehnte später nach Hannover verlegte.
Maier gründete 1914 in Hannover die Privatbank Julius Maier & Comp. und behauptete sich trotz der wirtschaftlichen und politischen Umbrüche der 1920er Jahre. Zum 1. Mai 1933 trat er der NSDAP bei (Mitgliedsnummer 2.957.772) und rückte in zahlreiche Machtpositionen ein. So war er seit 1934 Vertrauensmann der Wirtschaftsgruppe Privates Bankgewerbe für Niedersachsen und von 1937 bis 1941 Gauwirtschaftsberater.
Schon im Jahr der Machtergreifung 1933 durch die Nationalsozialisten profitierte Maier in Hannover vom Niedergang der jüdischen Häuser Ephraim Meyer und Bankhaus Z. H. Gumpel unter Julius Gumpel und Hermann Gumpel. Während Maier 1932 noch in keinem Aufsichtsrat saß, erhielt er 1933 allein 7 neue Mandate, vorwiegend in der Zement- und Kaliindustrie.
Ab 1936 bis 1943 amtierte „Vize-Konsul“ Maier als ordentliches Mitglied der Industrie- und Handelskammer Hannover; nach anderer Darstellung war er Präsident der IHK Hannover, während eine andere Quelle Maier sowohl als Konsul von Estland als auch als Präsident der Niedersächsischen Börse nennt.
Als Gauwirtschaftsberater konnte sich Maier im Zuge der „Arisierungen“ bereits im November 1936 das Bankhaus A. Spiegelberg aneignen, um den Kundenstamm und die nichtjüdischen Angestellten zu übernehmen und die eigenen Büros in das übernommene Gebäude im Zentrum Hannovers zu verlegen, das der Bankier und Kommerzienrat Georg Spiegelberg Ende des 19. Jahrhunderts in der Landschaftsstraße 1 erworben und repräsentativ umgebaut hatte. Keine eineinhalb Jahre später übernahm Maier im Zuge der „Arisierung“ auch das Bankhaus Adolph Meyer und stieg dadurch zu einem der führenden hannoverschen Privatbankiers in den Sektoren Emissions- und Industriefinanzierung auf.
Während der Luftangriffe auf Hannover wurde das in der Landschaftstraße gelegene Gebäude des nunmehrigen Bankhauses Julius Maier u. Comp. vollständig zerstört, kurz bevor im Januar 1944 Julius Maier starb.
1955 fusionierten die beiden hannoverschen Privatbankhäuser Julius Maier und Franz Hallbaum, um als späteres Bankhaus Hallbaum in der Bankengruppe M.M.Warburg & CO seine Wurzeln zurück auf das 1879 in Straßburg gegründete Geldhaus zu führen.